# Nation 12
Nation 12 è un gruppo di musica elettronica formato da John Foxx e Tim Simenon nel 1989.

## Storia del gruppo
Il progetto Nation 12 segnala il ritorno di Foxx alla scena musicale, dopo l'ultimo album In Mysterious Ways del 1985 e alla musica elettronica pura che aveva prodotto negli anni ottanta e in particolare con il suo album Metamatic. Foxx aveva abbandonato la scena dopo l'ultimo album, deluso della musica mediocre che veniva prodotta a metà degli anni ottanta. Ma con l'arrivo della nuova forma di hip-hop e acid house ambedue con radici nella musica elettronica Foxx si interessa di nuovo alla musica ora chiamata electronica. Frequentando certi club londinesi in quegli anni Foxx dichiara "una specie di electro-punk techno-hippy mi ha salvato" (John Foxx news 12.10.2005).
Il primo singolo dei Nation 12 Remember esce nel 1990 ed è un grande successo nei club e discoteche di tendenza dell'epoca. Mentre Simenon si concentra su altri progetti i Nation 12 diventano effettivamente un team composto da Foxx e Shem McAuley, con altri due produttori / DJ Simon e Kurt Rogers. Il gruppo produce un altro singolo Electrofear, e registra altri brani nello stile electronica / dance / acid house. "Sentivo d'istinto che il futuro era una musica elettronica psicadelica" dice
Foxx. La musica dei Nation 12 in effetti anticipa quella di grande successo dei gruppi quali The Orb e i Chemical Brothers.
Sebbene fossero stati registrati una dozzina di brani un album non fu mai finito, l'etichetta Rhythm King chiuse e le registrazioni furono perse. Molti anni dopo un fan di Foxx Simon Blackmore trovò le registrazioni perse e dopo un restauro sonoro, insieme ai singoli degli anni 90, diventano l'album Electrofear.

## Discografia

### Singoli 12"
- Remember - 3:11 /Remember (Sub Dub Mix) - 4:21 / Listen to the Drummer - 4:55 / Remember (Club Edit) (1990)
- Electrofear (Beastmix) - 4:20 / Electrofear (Shemsijo Mix) - 4:20 / Electrofear (Dogmix) - 3:56 (1991)

### CD
- Electrofear - 2005